# Криптон (комикси)
Вижте пояснителната страница за други значения на Криптон.
Криптон (на английски: Krypton) е измислена планета във вселената на ДиСи Комикс и роден свят на супергероя Супермен, а в някои истории и на Супергърл и Суперкучето Крипто. Планетата Криптон бива разрушена скоро след като Супермен я напуска. Точният начин и причина на разрушаването ѝ са различни, в зависимост от периода и автора на комиксите. Криптонците са главното население на Криптон.
Кръстена на химичния елемент криптон, планетата е създадена от Джери Сийгъл и Джо Шустър и за първи път е спомената в Action Comics бр. 1 (юни 1938 г.); планетата се появява по-обширно за първи път в комикса „Супермен“ бр. 1 (1939 г.).